# Gustav Steensen-Leth
Ludvig August "Gustav" Steensen-Leth (egentlig døbt Ludvig August S.-L.) (16. januar 1845 på Steensgård, Langeland – 25. juli 1917 på Hvolgaard) var en dansk godsejer og politiker.
Steensen-Leth var søn af kammerherre Vincens Steensen-Leth til Steensgård og hustru Augusta f. von Schmidten. Han blev student (privat dimit.) 1865, tog filosofikum året efter og var godsejer til Hvolgaard fra 1870. 1900-02 sad han i Landstinget for Højre.
Han var gift med Ottilde Sophie S.-L., (3. februar 1847 – 21. november 1918), datter af hofjægermester Theodor Barner og hustru Julie f. Munk.